# Артефакт темряви
«Артефакт темряви» — кінофільм режисера Енді Хілла, що вийшов на екрани в 2007 році.

## Зміст
Археологи роблять незвичайну знахідку посеред пустелі. Вона виглядає дуже давньою, але справжніх господарів артефакту ніхто навіть не міг уявити. Виявилося, що люди знайшли священну реліквію останнього клану вампірів на землі. Вони втратили її багато сотень років тому і тепер готові на все, щоб повернути те, що було їхнім.

## Ролі
| Актор             | Роль |
| ----------------- | ---- |
| Бечівіт           | -    |
| Даррен Бриджетт   | -    |
| Кьярра            | -    |
| Майкл М. Фостер   | -    |
| Керолайн Хірваген | -    |
| Бруно Кантер      | -    |
| Жан Клод Лейе     | -    |
| Вільям Мартін     | -    |
| Ліза-Марі Ньютон  | -    |
| Майкл Платт       | -    |

## Знімальна група
- Режисер — Енді Хілл
- Сценарист — Томас Пуг
- Продюсер — Томас Пуг, Крістін Секріст